# Philippe Michel-Kleisbauer
Philippe Michel-Kleisbauer, né le 6 mars 1969 à Draguignan (Var), est un homme politique français. Membre du Mouvement démocrate (MoDem), il a été député de la 5e circonscription du Var de 2017 à 2022.

## Carrière politique
Philippe Michel-Kleisbauer commence sa carrière politique comme assistant parlementaire de François Léotard. De mars 1995 à mars 2001, il siège au conseil municipal de Trans-en-Provence. À partir de 1998, et durant 9 ans, il est également directeur de cabinet d'Élie Brun, maire de Fréjus. Aux élections municipales de Fréjus de 2014, qui voient l'élection du candidat Front national (FN) David Rachline, Philippe Michel-Kleisbauer recueille 7,65 % des voix au premier tour et n'est pas qualifié pour le second tour.
Il se présente, en 2017, à l'élection législative de la 5e circonscription du Var avec le soutien de La République en marche, le mouvement d'Emmanuel Macron, récemment élu président. Il termine en tête au premier tour avec 28,58 % des voix. Au second tour, il affronte Gilles Longo, candidat du FN. Il l'emporte avec 53,24 % des voix, succédant à Georges Ginesta.
Le 21 mars 2018, il dépose une proposition de loi visant à supprimer la pratique de la corrida en France,.
En 2022, il perd les élections législatives au second tour face à Julie Lechanteux, candidate du Rassemblement national avec environ 5 000 voix d'écart.